# Bart Kosko
Bart Andrew Kosko (* 7. února 1960 Kansas City) je americký spisovatel a profesor elektrotechniky a práva na Univerzitě Jižní Kalifornie (USC). Je výzkumníkem a popularizátorem fuzzy logiky, neuronových sítí a šumu a autorem několika odborných knih a učebnic o těchto a příbuzných tématech strojové inteligence. Koskův technický přínos se týká tří hlavních oblastí: fuzzy logiky, neuronových sítí a šumu.
V oblasti fuzzy logiky zavedl fuzzy kognitivní mapy, fuzzy subsethood, aditivní fuzzy systémy, fuzzy aproximační věty, optimální fuzzy pravidla, fuzzy asociativní paměti, různé adaptivní fuzzy systémy založené na neuronových systémech, poměrové míry fuzzy, tvar fuzzy množin, podmíněný rozptyl fuzzy systémů a geometrický pohled na (konečné) fuzzy množiny jako na body v hyperkostkách.[zdroj?]
V oblasti neuronových sítí Kosko zavedl techniku diferenciálního hebbovského učení bez dohledu, někdy nazývanou "diferenciální synapse", nejznámější je však třída zpětnovazebních neuronových architektur BAM neboli obousměrná asociativní paměť s odpovídajícími teorémy globální stability.[zdroj?]
V oblasti šumu Kosko zavedl koncept adaptivní stochastické rezonance, který využívá algoritmy učení podobné neuronům k nalezení optimální úrovně šumu, který je třeba přidat do mnoha nelineárních systémů, aby se zlepšila jejich výkonnost. Dokázal mnoho verzí tzv. věty o zakázaném intervalu, která zaručuje, že šum bude systému prospěšný, pokud průměrná úroveň šumu nespadá do tohoto intervalu, ukázal také, že šum může urychlit konvergenci Markovových řetězců k rovnováze.[zdroj?]